# Journal of Agricultural and Food Chemistry
Journal of Agricultural and Food Chemistry (abrégé en J. Agric. Food Chem.) est une revue scientifique hebdomadaire à comité de lecture qui publie des articles de recherches originales dans les domaines de la chimie et de la biochimie reliés à l'agriculture.
D'après le Journal Citation Reports, le facteur d'impact à 2 ans de ce journal était de 6.1 en 2023. L'actuel directeur de publication est Thomas F. Hofmann (Technische Universität München).